# Остервиц
Остервиц (нем. Osterwitz) — коммуна в Австрии, в федеральной земле Штирия.
Входит в состав округа Дойчландсберг. Население составляет 158 человек (на 31 декабря 2005 года). Занимает площадь 45,36 км². Официальный код — 6 03 21.

## Политическая ситуация
Бургомистр коммуны — Карл Райниш (АНП) по результатам выборов 2005 года.
Совет представителей коммуны (нем. Gemeinderat) состоит из 9 мест.
- АНП занимает 6 мест.
- СДПА занимает 3 места.